# Ivan Rožman
Ivan Rožman, slovenski gradbenik in alpinist, * 27. december 1901, Ljubljana, † 30. december 1937, Golnik.
Rožman je bil dober smučar, alpinist in aktiven član alpinističnega društva Skala. Po prvi svetovni vojni je s Klementom Jugom preplezal nekaj klasičnih smeri v Julijskih Alpah.
Ko je njegov načrt za skakalnico v Planici, ki je v javnosti bolj poznana kot Bloudkova velikanka, odobrila Mednarodna smučarska organizacija, jo je s svojim gradbenim podjetjem 1934 tudi zgradil. Poleg gradnje skakalnice v Planici je poznan tudi po tem, da je leta 1934 na prvi tekmi na novi skakalnici kot prvi na svetu uporabil za pripravo skakalnice t. i. »snežni cement«.